# Dreamscape - Fuga nell'incubo
Dreamscape - Fuga nell'incubo (Dreamscape) è un film del 1984 diretto da Joseph Ruben e scritto da David Loughery (con Chuck Russell e lo stesso Ruben come coautori).

## Trama
Alex Gardner è un ragazzo dotato di straordinari poteri mentali che egli ha deciso di usare puramente a scopi personali come sollecitare le donne e vincere soldi in scommesse alle corse dei cavalli al posto di farne dono alla scienza, dato che a 19 anni venne studiato da un organo scientifico in un istituto accademico, ma poi è scappato. Un giorno, mentre sta cercando di seminare degli strozzini, Alex accetta di essere portato via in macchina da due uomini, Finch e Babcock, che rivelano di essere dell'istituto e lo riportano ai laboratori.
All'accademia, Alex incontra il suo mentore, il dottor Paul Novotny, che gli spiega di essere impegnato in una ricerca sui sogni REM e quindi crede che i suoi poteri psichici possano essere di grande aiuto. Novotny, aiutato dalla collega Jane DeVries, ha messo a punto una tecnologia che permette di collegare i sensitivi come Alex con le menti altrui proiettandoli nel subconscio durante il sonno. Novotny equipara l'idea originale per il progetto Dreamscape alla pratica dei nativi Senoi della Malaysia, i quali credono che il mondo dei sogni è vitalmente collegato alla realtà.
Il progetto era originalmente destinato per l'uso clinico, per la diagnosi e il trattamento di disturbi del sonno, in particolare degli incubi, ma è stato dirottato da Bob Blair, un potente agente del governo. Novotny convince Alex a partecipare al programma, al fine di scoprire le vere intenzioni di Blair. Alex riesce ad adattarsi con la tecnica per aiutare un uomo ossessionato dall'infedeltà della moglie e un bambino paraplegico chiamato Buddy, che è afflitto da incubi talmente orribili che hanno fatto perdere la sanità mentale all'ultimo sensitivo che ha cercato di aiutarlo. L'incubo di Buddy tratta di un mostruoso "uomo-serpente".
Durante questo periodo, Alex continua ad essere attirato da Jane e l'infatuazione culmina quando egli riesce ad entrare nel suo sonno e a fare sesso con lei in un treno. Jane si risveglia e sia lei che Alex si rendono conto che si è collegato al suo sogno senza le apparecchiature scientifiche, una cosa che nessun sensitivo prima di lui è riuscito a fare. Con l'aiuto del romanziere Charlie Prince, che sta segretamente osservando il progetto per un nuovo libro, Alex viene a sapere che Blair intende utilizzare la tecnica dell'entrare nei sogni per un assassinio.
Blair fa uccidere Prince e il dottor Novotny per farli tacere. Il Presidente degli Stati Uniti è ammesso come prossimo paziente, dato che vuole farsi aiutare poiché tormentato da incubi riguardanti un olocausto nucleare. Blair considera gli incubi del Presidente un segno di debolezza politica che potrebbe fargli approvare il disarmo delle armi atomiche. Per impedire ciò, Blair ha assunto Tommy Ray Glatman, un sensitivo psicopatico, per entrare nell'incubo del Presidente e ucciderlo nel sonno.
Alex e Jane riescono ad avvicinarsi alla stanza del Presidente quanto basta ad Alex per proiettarsi nel suo sogno e proteggerlo da Tommy. Alex si ritrova con il Presidente su un tram che viaggia per il paesaggio postapocalittico e scappano quando vengono raggiunti da Tommy, che uccide il controllore del tram strappandogli il cuore e incita una folla di persone tramutate in zombi dalle radiazioni ad attaccare il Presidente. In seguito Tommy adotta le arti marziali assassine ispirate ai film di Bruce Lee che ha guardato per tentare di uccidere Alex e il Presidente e manda anche dei mastini infernali prima di raggiungerli e trasformarsi nell'uomo-serpente dell'incubo di Buddy. Alex però distrae Tommy assumendo le sembianze del suo padre assassinato, consentendo al Presidente di impalare Tommy con una lancia e così ucciderlo nella realtà.
Il Presidente si risveglia e ringrazia Alex, ma non riesce a fare arrestare Blair, dato che egli esercita un notevole potere politico. Per il bene di tutti, Alex si insidia nel sonno di Blair e lo uccide. Il film si chiude con Alex e Jane che salgono su un treno per Louisville al fine di realizzare l'incontro che hanno avuto nel sonno. Entrambi rimangono sorpresi quando incontrano un controllore del treno identico a quello apparso nel sogno di Jane.